# 에이드리언 라루사

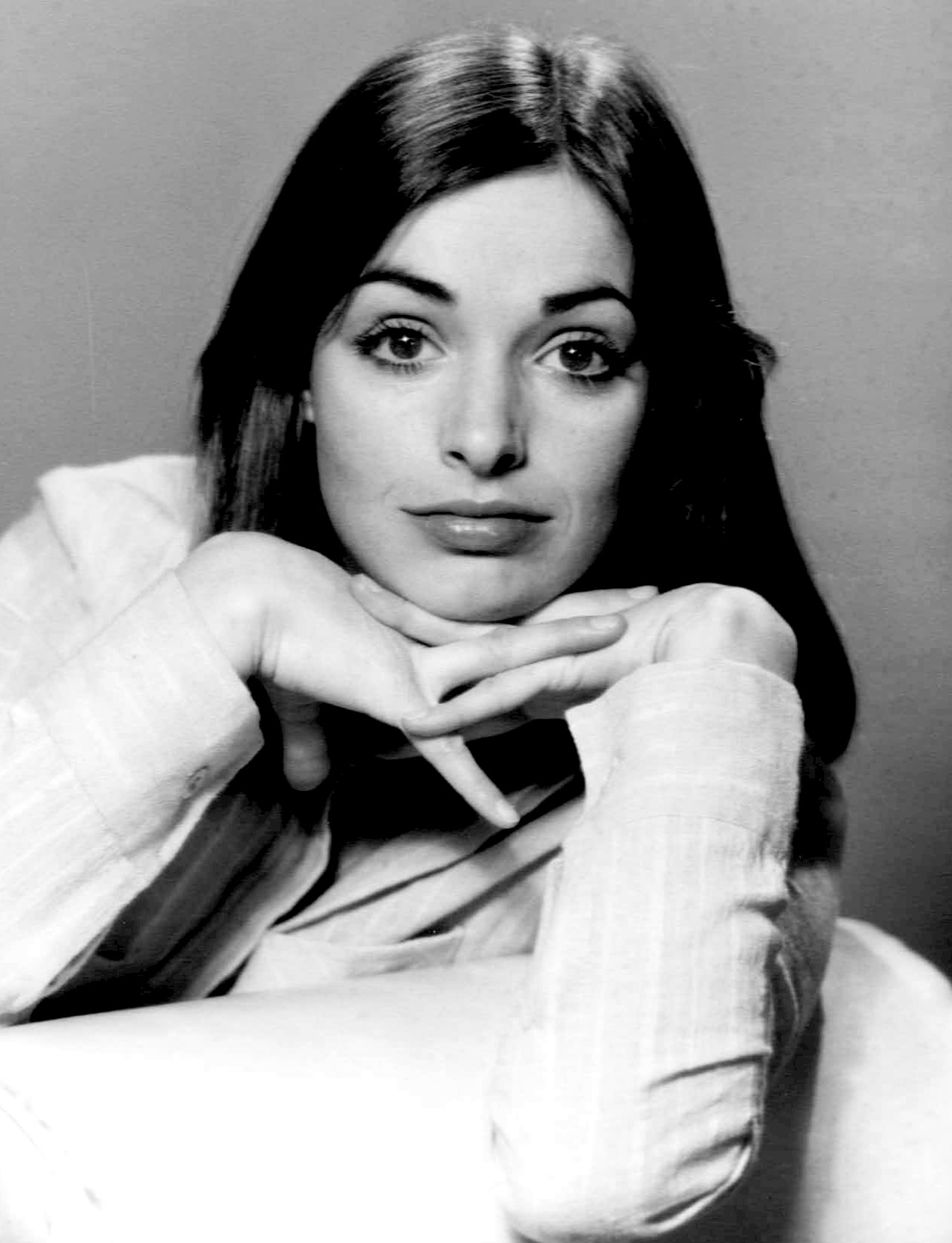
에이드리언 라루사

에이드리언 라루사(Adrienne La Russa, 1948년 5월 15일 ~ )는 미국의 배우, 텔레비전 배우, 영화 배우이다. 출신지는 뉴욕이다.

## 영화
- 지구에 떨어진 사나이 (1976년)
- 싸이크아웃 포 머더 (1969년)
- 우리 생애 나날들 (1965년)